# Worms 3
Worms 3 est un jeu vidéo d'artilerie développé par Team17. Il fait partie de la série Worms.

## Accueil
- Gamezebo : 4/5[1]
- Pocket Gamer : 4/5[2]